# ناحیه جینجا
ناحیه جینجا (به لاتین: Jinja District) یک منطقهٔ مسکونی در اوگاندا است که در استان شرقی، اوگاندا واقع شده‌است. ناحیه جینجا ۵۰۱٬۳۰۰ نفر جمعیت دارد و ۱٬۲۰۰ متر بالاتر از سطح دریا واقع شده‌است.